# Bodal station
Bodal (stationssignatur Bod) är en av Lidingöbanans stationer belägen i anslutning till bostadsområdet Bodal i kommundelen Baggeby i Lidingö kommuni Stockholms län.

## Beskrivning

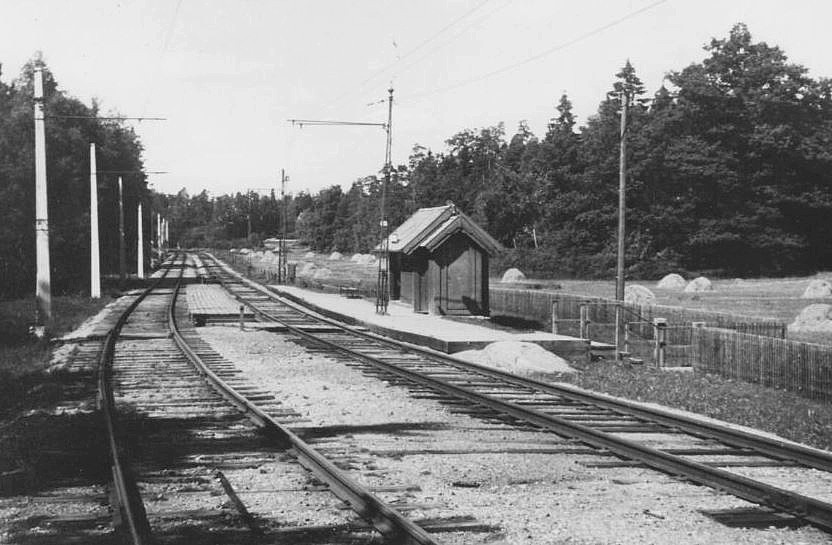
Bodal station, 1950-tal.

Bodal är en av Södra Lidingöbanans ursprungliga järnvägsstationer som invigdes i januari 1914. Stationen skulle betjäna de boende vid Bodals gård. År 1916 tillkom ett mötesspår där en stationsföreståndare ansvarade för tågmöten fram tills dubbelspåret stod klart 1949. Till en början fanns ingen väntkur vid Bodal. Den byggdes först 1925 intill nordöstra plattformen och tillhörde den minsta typen längs banan.
När Bodal invigdes var det bara några få resenärer som  nyttjade stationen, men när de nya bostadsområdena stod färdiga på 1950-talet blev Bodal betydelsefull. På ett samtida fotografi syns att det fortfarande skedde höslåtter på åkerfälten utmed banan. Då fanns ingen station mellan Bodal och AGA. Den tillkom först 1968 och uppkallades efter stadsdelen Larsberg.
Idag har stationer två sidoplattformar som är inbördes förskjutna med en vägskyddsanläggning för en gång- och cykelväg. Enligt en kulturhistorisk byggnadsinventering klassas Bodals väntkur som kategori 1 vilket innebär ”stort kulturhistoriskt värde”. Ett "modernt" väderskydd av korrugerad plåt med stolpar av räls, som även fanns på stationerna Baggeby och Käpplala, revs i samband med banans upprustning 2013–2015 då de ersattes med dagens väderskydd i glas och stål.

## Bilder

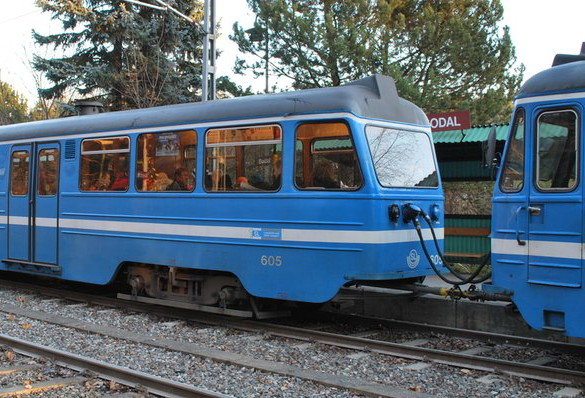
November 2011.
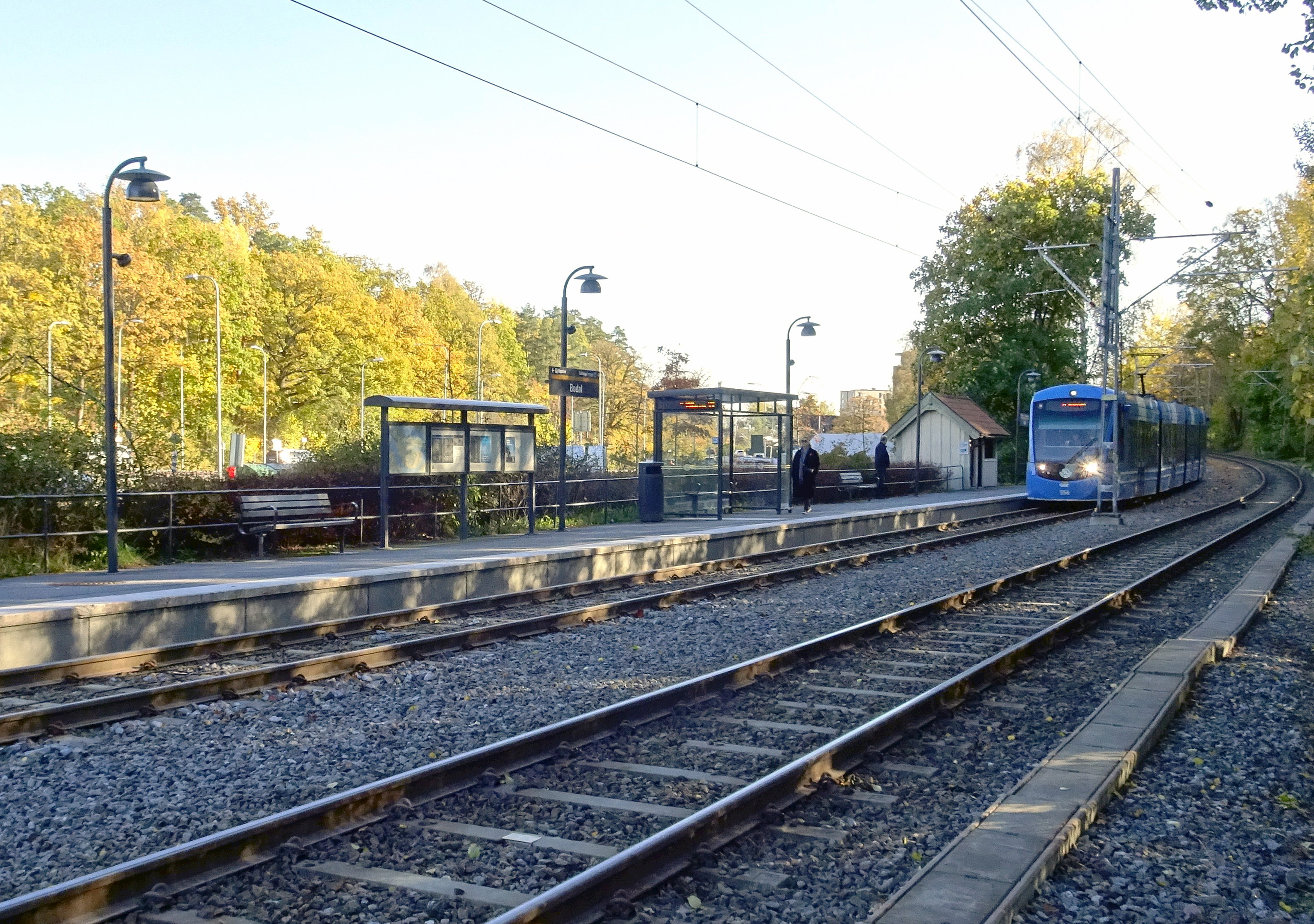
Oktober 2021.
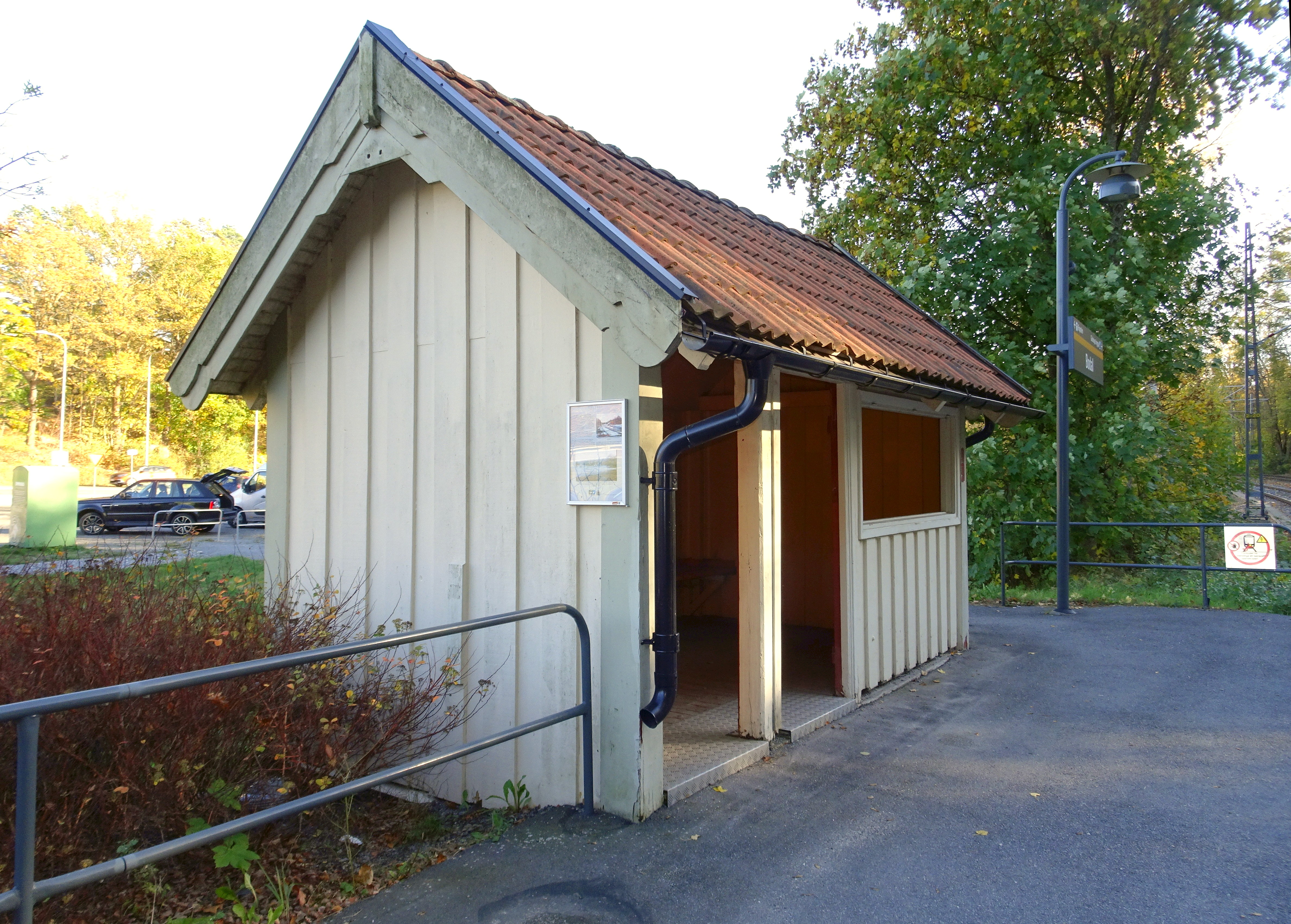
Oktober 2021.
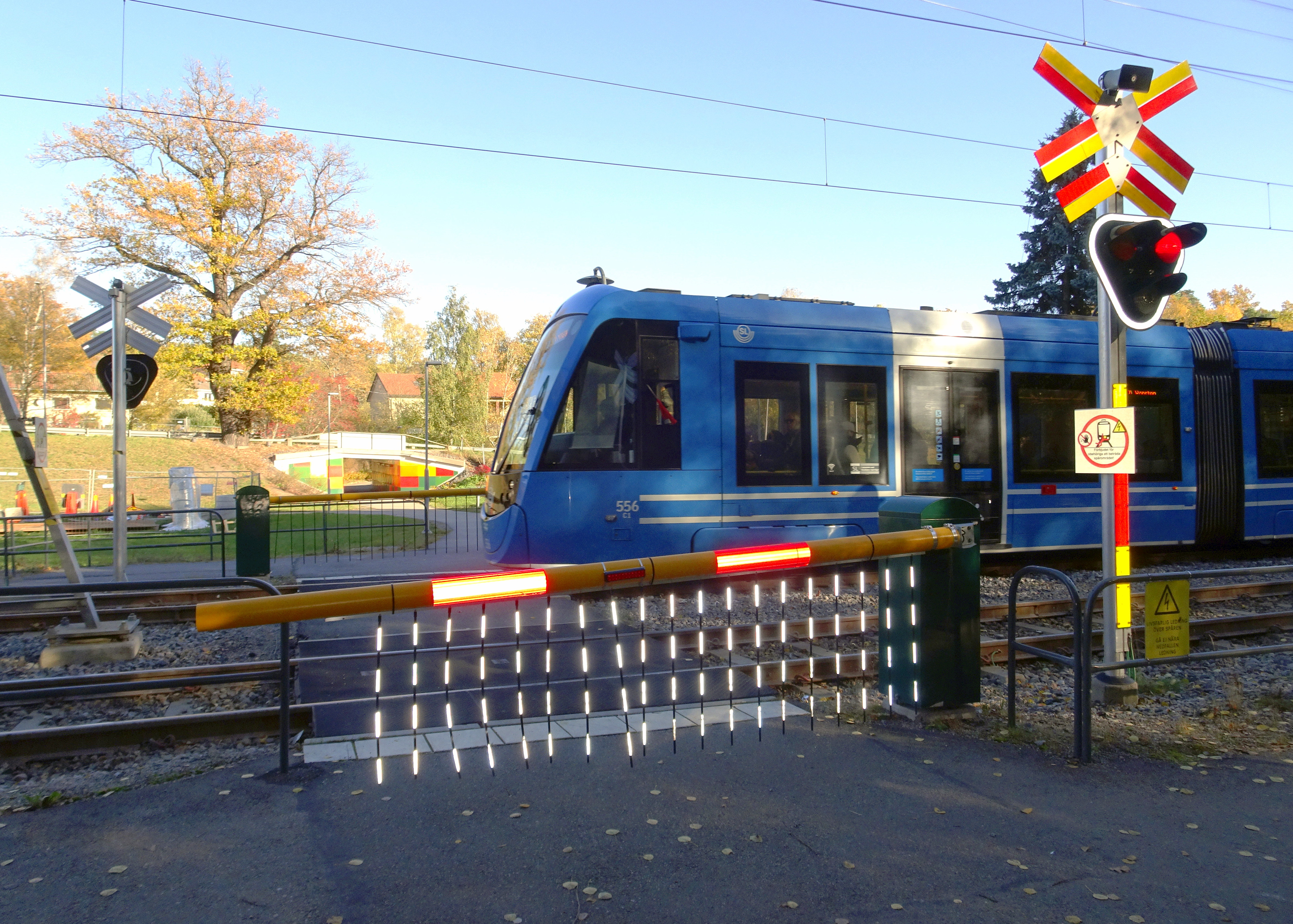
Oktober 2021.